# 布盧希爾 (緬因州普查規定居民點)
布盧希爾（英語：Blue Hill）是位於美國緬因州漢考克縣的一個普查規定居民點。

## 人口
根據2020年美國人口普查的數據，布盧希爾的面積為12.21平方千米，當中陸地面積為12.19平方千米，而水域面積為0.00平方千米。當地共有人口963人，而人口密度為每平方千米78.87人。